# Salvador Honrubia Manonelles
Salvador Honrubia Manonelles (Madrid, 31 d'octubre de 1937) va ser un ciclista espanyol, que fou professional entre 1962 i 1967.

## Palmarès

### Resultats a la Volta a Espanya
- 1963. 47è de la classificació general.

### Resultats al Tour de França
- 1964. 80è de la classificació general

### Resultats al Giro d'Itàlia
- 1964. 57è de la classificació general